# 210 Isabella
210 Isabella è un asteroide della fascia principale del diametro medio di circa 86,65 km. Scoperto nel 1879, presenta un'orbita caratterizzata da un semiasse maggiore pari a 2,7206871 UA e da un'eccentricità di 0,1241537, inclinata di 5,26137° rispetto all'eclittica.
L'origine del nome è sconosciuta.